# Quatremare
Quatremare – miejscowość i gmina we Francji, w regionie Normandia, w departamencie Eure.
Według danych na rok 1990 gminę zamieszkiwało 311 osób, a gęstość zaludnienia wynosiła 52 osoby/km² (wśród 1421 gmin Górnej Normandii Quatremare plasuje się na 602 miejscu pod względem liczby ludności, natomiast pod względem powierzchni na miejscu 612).